# Johann Christian Zwanziger
Pour les articles homonymes, voir Zwanziger.
Johann Christian Zwanziger, (1732 - 15 mars 1808) professeur de mathématiques et de philosophie à l'université de Leipzig, naquit, en 1732, à Levoča.
Après avoir étudié à Presbourg, à Dantzig et à Leipzig, il enseigna dans cette dernière ville, jusqu'à sa mort, le 15 mars 1808. Ses écrits ont presque tous rapport 
à la philosophie, surtout à celle de Kant, dont il se déclara l'antagoniste : 
1. De eo guod libertatem et necessitalem interest, Leipzig, 1763, in-4 ;
2. Examen dubiorym quçrumdam, quibys libertatis et necessitaîis nexus preniitur, ibid., in-4 ;
3. Doutes élevés contre certains aphorismes philosophiques de Platner (en allemand), ibid., 1768, in-8 ;
4. Théorie des stoïciens et des académiciens sur la perception et le probabilisme, d'après la doctrine, de Cicéron, avec des remarques prises dans les philosophes anciens et modernes (en allemand), ibid., 1788, in-8 ;
5. Commentaire sur la critique de la pure raison, par le professeur Kant (en allemand), ibid., 1792, in-8 ;
6. Commentaire sur la critique de la raison pratique, par Kant (en allemand), Leipeig, 1794, in-8 ;
7. Emmanuelis Kantii constitutio metapliysica morum, e germanico in latinum idioma conversa, ibid., 1796, in-8 ;
8. Examen impartial de la doctrine de Kant sur les idées et les antinomies (en allemand), ibid., 1797, in-8° ;
9. Religion du philosophe et son symbole (en allemand), Dresde, 1799, in-8.

## Source
« Johann Christian Zwanziger », dans Louis-Gabriel Michaud, Biographie universelle ancienne et moderne : histoire par ordre alphabétique de la vie publique et privée de tous les hommes avec la collaboration de plus de 300 savants et littérateurs français ou étrangers, 2e édition, 1843-1865 [détail de l’édition]